# 10. Федис
10. Федис одржан је 29. и 30. септембра 2020. године у Дому омладине Града Београда. Ове године фестивал иде под слоганом "Серије владају" из разлога што се припрема више од 30 серија на простору Србије.

### Програм:
| Име серије           | Број епизода | Додатан опис    |
| -------------------- | ------------ | --------------- |
| Делиријум тременс    | 4 епизоде    | Мини-серија     |
| Пси лају, ветар носи | 22 епизоде   |                 |
| Група                | 11 епизода   |                 |
| Бисер Бојане         | 12 епизоде   | Гост из региона |
| Жигосани у рекету    | 88 епизода   |                 |
| Дуг мору             | 11 епизода   |                 |
| Сенке над Балканом   | 20 епизода   |                 |
| Швиндлери            | 24 епизоде   |                 |
| Слатке муке          | 33 епизоде   |                 |
| Војна академија      | 62 епизоде   |                 |
| Јужни ветар          | 14 епизода   |                 |
| Убице мог оца        | 53 епизоде   |                 |
| Тајкун               | 12 епизода   |                 |
| Калуп                | 4 епизоде    | Мини-серија     |
| Ванга                | 12 епизода   | Гост из Русије  |
| Друго име љубави     | 160 епизода  | Гост из региона |

1. Награда за најбољу серију: Сенке над Балканом 2
2. Награда за најгледанију серију: Јужни ветар
3. Награда за најбољу режију: Горан Марковић (Делиријум тременс)
4. Награда за најбољи сценарио: седморо сценариста серије Група
5. Награда за најбољу фотографију: Радован Поповић (Тајкун)
6. Награда за најбољи костим: Сузана Глигоријевић (Делиријум тременс)
7. Награда за најбољу музику: Роберт Пешут - Мањифико (Сенке над Балканом 2)
8. Награда за најбољу глумицу „Златна антена Милена Дравић": Нада Шаргин (Калуп)
9. Награда за најбољег глумца „Златна антена Љубиша Самарџић: Драган Бјелогрлић (Тајкун)
10. Награда за најбољи глумачки пар: Лука Рацо и Оља Левић (Игра судбине)
11. Награда за најбољу женску епизодну улогу: Весна Тривалић (Сенке над Балканом 2)
12. Награда за најбољу мушку епизодну улогу: Иван Ђорђевић (Тајкун)
13. Награда за глумачко отковење године: Филип Ђурић (Група)
14. Специјална награда ЗЛАТНА АНТЕНА за свеукупан допринос домаћој ТВ продукцији: Светлана Бојковић

#### Жири (Селекторска комисија)
1. Фети Даутовић (Креативни директор)
2. Драган Николић (Уредник филмског програма Дома омладине Београда)
3. Дејан Дабић (Филмски критичар)

#### Жири (Стручни жири)
1. Ана Софреновић (Драмска уметница) (Председница жирија)
2. Проф. Никола Стојановић (Креативни директор)
3. Зоран Пановић (Новинар)
4. Јелена Јововић (Новинарка)
5. Роберт Чобан (Новинар)

#### Жири (Жири струке)
1. Предраг Бамбић (Директор фотографије)
2. Милорад Дамјановић (Глумац)
3. Владимир Марковић (Монтажер)
4. Александар Сања Илић (Композитор)
5. Милан Коњевић (Редитељ и сценариста)
6. Иван Јовановић (Сценариста)
7. Иванка Крстовић (Костимограф)